# Partito Democratico
Partito Democratico er et italiensk centrum-venstre-parti, der blev dannet i oktober 2007. Partiet ledes af Nicola Zingaretti. 
Partito Democratico er en fusion af følgende venstreorienterede og midterorienterede partier, som alle tidligere var en del af valgalliancen L'Unione:
- Democratici di Sinistra (socialdemokratisk)
- Democrazia è Libertà – La Margherita (midterparti)
- Partito Democratico Meridionale (midterparti)
- Progetto Sardegna (midterparti)
- Movimento Repubblicani Europei (socialliberalt/republikansk)
- Repubblicani Democratici (liberalt)
- Italia di Mezzo IdM (midterparti/kristendemokratisk)
- Alleanza Riformista (socialdemokratisk)

## Ledere
- Walter Veltroni (2007–2009)
- Dario Franceschini (2009)
- Pier Luigi Bersani (2009–2013)
- Guglielmo Epifani (2013)
- Matteo Renzi (2013–2017)
- Matteo Orfini (2017-2017)
- Matteo Renzi (2017-2018)
- Maurizio Martina (2018-2018)
- Nicola Zingaretti (2019-nu)